# مدل سایه‌زنی یکپارچه
مدل سایه‌زنی یکپارچه، در گرافیک رایانه‌ای، قابلیتی است که به موجب آن دستور العمل‌های یکسان و یکپارچه‌ای برای انواع سایه‌زن‌ها بکار گرفته می‌شود.
تا پیش از آن سایه‌زن‌های پیکسلی و سایه‌زن‌های برداری هرکدام کدهای اختصاصی و متفاوتی را اجرا می‌کردند که دلیل آن معماری و عدم سازگاری سخت‌افزارهای قدیمی‌تر با این شیوه جدید بود , 
بدین شکل که لوله‌ها به علت تفاوت ساختاری و عمده‌ای که در کدهای نوشته شده در سایه‌زن‌های پیکسلی و سایه‌زن‌های برداری‌ها وجود دارد در هر مرحله تنها قادر به جاری ساختن کدهای یکی از انواع این سایه‌زن‌ها بودند ولی در معماری جدید هر دو نوع به‌طور همزمان اجرا می‌شود. بدین ترتیب کارائی و راندمان سخت‌افزارهایی که رندرهای گرافیکی را بر عهده دارند افزایش چشمگیری می‌یابد.